# Gynacantha malgassica
Gynacantha malgassica – gatunek ważki z rodziny żagnicowatych (Aeshnidae).